# Kate Wilhelm
Kate Wilhelm (Toledo (Ohio), 8 juni 1928 – Eugene (Oregon), 8 maart 2018) (Katie Gertrude Meredith) was een Amerikaans schrijfster van sciencefiction, fantasy en detectiveverhalen.

## Loopbaan
Wilhelm en haar man Damon Knight (1922-2002) hebben aan veel schrijvers lesgegeven. Ze doceerden samen aan universiteiten in Zuid-Amerika en Azië. Hun werk met aspirant-schrijvers was de inspiratie voor de stichting van de Clarion Writers Workshop, een zeer succesvolle zesweekse zomercursus die sinds 1968 jaarlijks wordt gehouden. Wilhelm gaf nog lang maandelijkse workshops.
Met haar roman Where Late the Sweet Birds Sang won ze de prestigieuze Hugo Award in 1977. Ze won twee Nebula Awards voor de korte verhalen The Planners (1968) en Forever Yours, Anna(1987) en een Nebula in 1986 voor de novelette The Girl Who Fell into the Sky.
Haar eerste gepubliceerde werk was een detectiveverhaal en met haar latere werk (Barbara Holloway, Constance and Charlie) keerde ze weer terug naar dit genre. Barbara Holloway woonde in Eugene, Ohio, net als Kate Wilhelm zelf.